# ダビド・ヌゴグ
ダヴィド・ヌゴグ（David N'Gog, 1989年4月1日 - ）は、フランス・ジュヌヴィリエ出身の元サッカー選手。現役時代のポジションはフォワード。苗字は「エンゴグ」と表記されることもある。

## 経歴
カメルーンにルーツを持ち、ジャン＝アラン・ブームソンの従兄弟にあたる。2001年にパリ・サンジェルマンFCでキャリアをスタートさせ、2006年にトップチーム昇格した。11月18日、FCジロンダン・ボルドー戦でデビューを果たした。2008年7月24日、リヴァプールFCに4年契約で移籍した。2009年3月3日、アンフィールドでのサンダーランドAFC戦でプレミアリーグでの初ゴールを記録した。2011年8月31日、ボルトン・ワンダラーズFCへ移籍。2013-14シーズン後半はスウォンジー・シティAFCでプレーした。
2014-15シーズンよりスタッド・ランスに移籍し母国に復帰。翌シーズンを終えクラブのリーグ・ドゥ降格に伴い退団し、ブンデスリーガのSVダルムシュタット98の入団テストを受けるも契約には至らなかった。
2016年8月30日、ギリシャ・スーパーリーグのパニオニオスFCへの加入が発表された。
2018年1月23日、ロス・カウンティFCに加入した。
2018年8月、ブダペスト・ホンヴェードFCに加入した。
2020年2月、FKジャルギリスに加入した。
2020年6月21日に現役引退を表明したが、2022年10月に現役復帰し、パニオニオスFCに加入した。

## 所属クラブ
- パリ・サンジェルマンFC 2006-2008
- リヴァプールFC 2008-2011
- ボルトン・ワンダラーズFC 2011-2014
- スウォンジー・シティAFC 2014
- スタッド・ランス 2014-2016
- パニオニオスFC 2016-2017
- ロス・カウンティFC 2018
- ブダペスト・ホンヴェードFC 2018-2020
- FKジャルギリス 2020
- パニオニオスFC 2022-2023

## タイトル
PSG
- クープ・ドゥ・ラ・リーグ : 2008

ジャルギリス
- LFFスペルタウレー : 2020